# Voerde (Stadtteil)
Mit Voerde ist laut Hauptsatzung der Stadt Voerde (Niederrhein) im Kreis Wesel, Nordrhein-Westfalen auch der Kernort bzw. Voerde-Mitte gemeint. Er zählt ohne die statisch ebenfalls zu Voerde-Mitte gehörenden Stadtteile Stockum und Holthausen etwa 16.101 Einwohner (Stand: 31. Dezember 2024).

## Lage
Der Stadtteil Voerde liegt im Osten der Stadt Voerde zwischen der Bundesstraße 8 im Osten (Hindenburgstraße), und der Landesstraße 396 im Westen (Frankfurter Straße); die Kreisstraße 17 verläuft in nordsüdlicher Richtung durch den Stadtteil. Begrenzt wird der Ortsteil im Westen vom Löhnen, im Norden von Stockum und Holthausen, im Osten von Hünxe-Bruckhausen, im Süden von Möllen und im Südwesten von Götterswickerhamm.
Weiteres siehe Hauptartikel Voerde (Niederrhein)